# Nagroda im. prof. Wacława Żenczykowskiego
Nagroda imienia profesora Wacława Żenczykowskiego jest nadawana przez Polski Związek Inżynierów i Techników Budownictwa (PZITB). Ma on na celu uczczenia Wacława Żenczykowskiego.

## Historia
Nagroda została ustanowiona uchwałą XXII Krajowego Zjazdu Delegatów PZTTB. Została ona ustanowiona wraz z nagrodą im. prof. Stefana Bryły. Zjazd odbył się we wrześniu 1965 w Zielonej Górze. Regulamin nagrody został zatwierdzony uchwałą Zarządu Głównego PZITB w dniu 30 czerwca 1965. Został on zmieniony uchwałami z dnia 5 mają 1987, 1 lutego 1994, 22 lutego 2005 oraz 13 września 2011. Obecny regulamin przyznawania medalu został ustanowiony uchwałą nr 80/2016 Zarządu Głównego PZITB z dnia 3 czerwca 2016.

## Warunki przyznania nagrody
Nagroda im. prof. Wacława Żenczykowskiego  ma znaczenie honorowy i prestiżowy. Przyznaje się ją za osiągnięcia naukowo-techniczne lub naukowo-badawcze w dziedzinie budownictwa ogólnego, obejmujące również m.in. problematykę materiałów budowlanych, fizyki budowli, technologii robót budowlanych.

## Laureaci
- 1965 – Bohdan Lewicki
- 1966 – Władysław Kuczyński
- 1967 – Władysław Danielecki
- 1968 – Adam Mitzel
- 1969 – Wacław Szarejko
- 1970 – Roman Kozak
- 1971 – Władysław Ziobroń
- 1972 – Zygmunt Jamroży
- 1973 – Jędrzej Kuczyński
- 1974 – Władysław Detko
- 1975 – Kazimierz Flaga
- 1976 – Jan Mikoś
- 1977 – Zbigniew Pawłowski
- 1978 – Zbigniew Mielczarek
- 1979 – Jerzy Ziółko
- 1980 – Maciej Gryczmański
- 1981 – Jerzy Andrzej Pogorzelski
- 1982 – Lech Czarnecki
- 1983 – Kazimierz Rykaluk
- 1984 – Andrzej Cholewicki
- 1985 – Kazimierz Kłosek
- 1986 – Leonard Runkiewicz
- 1987 – Jerzy Olifierowicz
- 1988 – Zdzisław Żmudziński
- 1989 – Janusz Frey
- 1990 – Edward Motak
- 1991 – Janusz Mierzwa
- 1992 – Zbigniew Parzniewski
- 1992 – Stanisław Libura
- 1993 – Sylwester Kobielak
- 1994 – Wojciech Skowroński
- 1995 – Włodzimierz Kiernożycki
- 1996 – Artem Czkwianianc
- 1996 – Maria Ewa Kamińska
- 1997 – Zbigniew Janowski
- 1998 – Stanisław Majewski
- 1999 – Cezary Madryas
- 2000 – Jacek Śliwiński
- 2001 – Piotr Korzeniowski
- 2002 – Dariusz Gawin
- 2003 – Jan Ślusarek
- 2004 – Anna Siemińska-Lewandowska
- 2005 – Tadeusz Tatara
- 2006 – Maria Kaszyńska
- 2007 – Leszek Małyszko
- 2008 – Maciej Zbigniew Błach
- 2009 – Andrzej Garbacz
- 2010 – Tomasz Siwowski
- 2011 – Leszek Szojda
- 2012 – Jacek Hulimka
- 2013 – Zbigniew Perkowski
- 2014 – Stanisław Karczmarczyk
- 2015 – Piotr Woyciechowski
- 2016 – Lucyna Domagała
- 2017 – Izabela Skrzypczak
- 2018 – Izabela Hager
- 2019 – Janusz Konkol
- 2020 – Beata Nowogońska
- 2021 – Łukasz Sadowski
- 2022 – Paweł Łukowski
- 2023 – Krzysztof Schabowicz[1]
- 2024 – Adam Zieliński[3]